# Sampat Pal Devi
Sampat Pal Devi es una activista social India de la región de Bundelkhand en Uttar Pradesh, en el norte de la India. Es fundadora de Gulabi Gang, una organización social con sede en Uttar Pradesh, que aboga por el bienestar y el empoderamiento de las mujeres. Participó en el reality show Bigg Boss 6 de Colors TV.

## Contexto
Sampat Pal Devi fundó Gulabi Gang para promover la causa de los derechos de las mujeres. Llegó a ser un movimiento de mujeres organizado con hasta 270.000 miembros repartidos en varios distritos de Uttar Pradesh. Las mujeres visten saris gulabi (rosados) y se arman con varas de bambú, que utilizan siempre que encuentran resistencia violenta.
Pal describe sus primeros años de vida en una autobiografía escrita con la colaboración de la periodista francesa Anne Berthod. Según un informe de la BBC, el distrito Banda es una “sociedad altamente dominada por las castas, feudal y masculina. Las exigencias de dote y la violencia doméstica y sexual son habituales en dicho grupo. Los lugareños dicen que no es sorprendente que haya surgido un grupo de mujeres vigilantes en este panorama de pobreza, discriminación y chauvinismo”.
El 2 de marzo de 2014, Pal fue relevada de su puesto al frente de Gulabi Gang en medio de acusaciones de irregularidades financieras y de anteponer sus intereses personales a los del grupo.

## Trayectoria
Nacida de un pastor pobre, Sampat Pal Devi no tuvo una educación formal y trabajó en campos agrícolas y tierras de cultivo cuando era niña, pero fue autodidacta en lectura y escritura. Finalmente fue a la escuela durante varios años, aunque se vio obligada a renunciar a su educación cuando la casaron a los doce años. Pal Devi tenía ya cinco hijos a la edad de quince años.

## Liderazgo de la Gulabi Gang
Un día, en una aldea del norte de la India, Sampat Pal Devi fue testigo de cómo un marido golpeaba sin piedad a su esposa. Ella pidió al abusador que se detuviera, pero él continuó y agredió a Pal Devi. Al día siguiente, Pal Devi regresó junto con otras cinco personas con palos de bambú y lo golpearon. Este evento se extendió por la comunidad y muchas mujeres se acercaron a Pal Devi para que interviniera en sus propias relaciones opresivas e innumerables mujeres se unieron a ella para combatir la violencia contra las mujeres en el distrito de Banda. Puesto que fue testigo de continuos incidentes relacionados con violencia doméstica y opresión sexual contra mujeres en el distrito de Banda en Uttar Pradesh, India, Sampat Pal Devi decidió crear la organización Gulabi Gang en enero de 2006. Dentro del grupo, ella asumió el papel de líder. La palabra "gulabi" se traduce como rosa en hindi. Pal Devi y otras miembros fundadores creían que las aldeas de la India no proporcionaban educación y obligaban a las mujeres a casarse jóvenes en matrimonios y dinámicas familiares opresivos. Dado que las mujeres del subcontinente indio son socioeconómicamente pobres y carecen de recursos, se las conocía como la casta “intocable”, donde se enfrentan a la discriminación y la opresión. También consideradas "dalits", estas mujeres son consideradas el estrato más bajo del sistema de castas de la India. Posteriormente, esta clasificación ha llevado a una inmensa opresión política de los dalits, que el grupo trata de abordar.
Bajo el liderazgo de Pal Devi, la Gulabi Gang participó en una resistencia violenta y no violenta. Con la esperanza de generar más conciencia sobre la opresión a la que se enfrentaban las mujeres dentro del distrito, protestaron activamente en torno a los edificios gubernamentales. En un caso, la Gulabi Gang se presentó en una comisaría con perros rosados para humillar a la policía y comunicarles que les apoyaban más los perros que la policía. En una protesta adicional en 2008, rodearon una oficina de electricidad del distrito de Banda, donde se habían cortado el suministro eléctrico a la aldea a cambio de sobornos. Como respuesta, decidieron retener a los funcionarios dentro del aparato del edificio y que sólo les liberarían si restablecían la electricidad del distrito, y después de una hora, se restableció la electricidad. En cuanto a las intervenciones violentas del grupo, utilizaron la violencia contra los funcionarios del distrito y de la aldea. En un caso, la Gulabi Gang solicitó que se arreglara una carretera deteriorada, pero un funcionario lanzó insultos personales hacia Pal Devi. Como resultado, todos se volvieron contra él y finalmente dio luz verde a la construcción de una nueva carretera. En cuanto a sus intervenciones en materia de violencia doméstica contra las mujeres, primero trataban de razonar de forma no violenta con el marido, pero si él no detenía el abuso contra su esposa, entonces el grupo y la esposa lo golpeaban. Pal Devi creía que las mujeres debían luchar contra los hombres opresivos manteniéndose firmes contra quienes abusaban o abandonaban a sus esposas. Sampat Pal Devi afirmó una vez que Gulabi Gang tenía una tasa de éxito del 100 por ciento hacia las quejas de violencia doméstica. Las mujeres aprendieron a defenderse con un largo palo indio hecho de bambú llamado lathi. Pal Devi señaló: "Sí, luchamos contra los violadores con lathis [grandes palos de bambú]. Si encontramos al culpable, lo golpeamos hasta dejarlo negro y azul para que no se atreva a intentar hacerle daño a ninguna niña o mujer nuevamente". La Gulabi Gang sólo utilizaba métodos violentos en defensa propia o como último recurso para combatir la opresión.

### Utilización de saris rosados

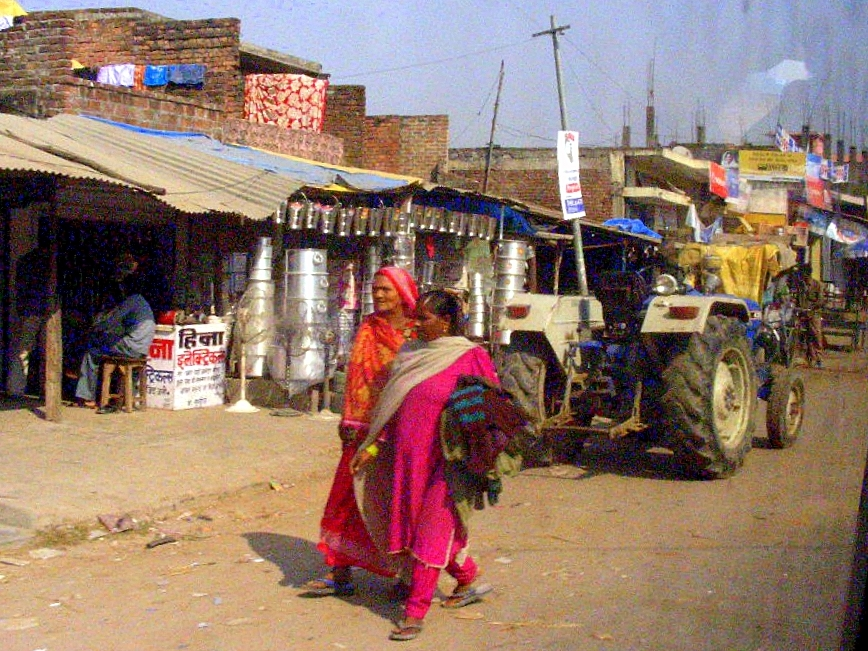
Dos mujeres caminando por su aldea vestidas con saris rosas.

Sampat Pal Devi y Gulabi Gang utilizan y representan el color rosa como distintivo en su ropa. Pal Devi y sus compañeras sostienen que el sari rosa genera respeto hacia ellas dentro de sus comunidades. Lingüísticamente, el rosa es representativo de la palabra "gulabi", ya que su definición en el diccionario se traduce como color rosado o rosa en hindi. Los saris rosas empoderaban y unían a las miembros del grupo porque, si bien usar el sari rosa no es obligatorio, Pal Devi creía que establecía un sentimiento de comunidad para las mujeres dentro de la India. También se eligió el rosa porque no tenía conexiones políticas o religiosas dentro de la sociedad india.

### Premios y reconocimientos
La Gulabi Gang recibió el premio Godfrey Phillips Bravery Award por los esfuerzos comunitarios contra la dote, el trabajo infantil, la corrupción y el abuso de drogas. 
También obtuvieron el Kelvinator 11.º GR8! Premios a la Mujer por sus contribuciones en esa área y el Nari Shakti Samman otorgado por el Ministerio de Desarrollo de la Mujer y el Niño del Gobierno.

## Escándalo de la Gulabi Gang
A principios de 2014, cuatro días antes del estreno de una película basada en Gulabi Gang, Sampat Pal Devi fue cesada como directora de Gulabi Gang. Esta acción se realizó en base a acusaciones contra Devi que incluían la malversación, la búsqueda de Devi de su carrera en política en perjuicio de la Gulabi Gang y su naturaleza autoritaria. Las miembros de Gulabi Gang creían que Devi había convertido al grupo en una organización política en lugar de un grupo de acción social. Jai Prakash Shivhare, coordinadora nacional de la Gulabi Gang, afirmó que Devi había comenzado a desviarse de los objetivos del grupo, que se había obsesionado con la publicidad y que había olvidado el propósito de su creación en 2006. Las pruebas de Shivhare incluían que Devi participó en las elecciones a la Asamblea de 2012 sin notificar a los miembros de Gulabi Gang, participó sola en el programa "Big Boss" y presionó a las miembros del grupo para que hicieran campaña a favor de su candidatura al Congreso. También hubo alegaciones (sin pruebas) de que Devi había recibido dinero de donaciones hechas al grupo y que estaba confabulada con los realizadores de la película “Gulabi Gang” porque, a diferencia de otras miembros del grupo, no había hecho ningún esfuerzo por solicitar una compensación de los realizadores para la creación de la película. Más tarde, en 2014, Devi estuvo involucrada en un altercado físico con sus ex asistentes, Jaiprakash Shivhare y Mitthu Devi. Pal Devi alegó que la atacaron, pero informes posteriores alegaron que ella también había tomado represalias físicamente. El agente de policía que acudió al lugar informó que ambas partes habían presentado denuncias mutuas. Se cree que este altercado en particular fue el resultado del resentimiento mutuo de Pal Devi y Shivhare, ya que Shivhare dirigió la reunión que finalmente derrocó a Pal Devi. Suman Singh Chauhan, la subcomandante de Gulabi Gang, fue elegida nueva directora.

## Contribuciones a la comunidad y apariciones en los medios
Varios años después de formar Gulabi Gang, en 2008, Sampat Pal Devi creó una escuela para niños. Dada su convicción sobre el crucial papel de la educación para las niñas, la mayoría de los estudiantes, 400 de los 600 asistentes, eran niñas. En su opinión, las niñas históricamente habían sido obligadas a trabajar en el campo y su escuela cambió eso, ya que creía que la educación era una herramienta fundamental para cambiar las normas sociales en la India. Pal Devi afirmaba: "La gente, especialmente aquellos que pertenecen a castas extremadamente pobres y marginadas, no educan a sus niñas. Para la mayoría, enviarlas a una escuela es un problema de falta de medios".
El grupo Gulabi ha promovido la libertad y seguridad financiera de las mujeres a través de la creación de muchos pequeños negocios donde se elaboran productos originales y hechos en casa. Entre los productos que elaboran estas mujeres cabe mencionar los encurtidos, o velas y medicinas alternativas para su uso como medicina ayurvédica.
En 2012 se estrenó un documental llamado Gulabi Gang, que muestra los conflictos y complejidades cotidianas a las que Pal Devi y estas mujeres se enfrentan en la India. En la película se exploran nociones de resistencia, igualdad de género y el panorama general de las relaciones de género en la India. Ella es el centro del documental, junto a la incansable búsqueda de sus objetivos por parte del grupo Gulabi. Al ver la película, Pal Devi no estuvo de acuerdo con la representación de los miembros del grupo Gulabi como individuos que portaban armas y en cambio mantenía que en sus actividades, los miembros solo utilizan lathis; palos de bambú.
Pal Devi volvió a aparecer en los medios en la serie de telerrealidad de la televisión india, Big Boss, donde participó con el objetivo principal de utilizar esta plataforma a gran escala para promover sus ideales fundamentales y puntos de contacto sobre el tema de los derechos de las mujeres. También deseaba generar conciencia entre la audiencia a través de su voz de liderazgo.

## Esfuerzos políticos
En 2010, cuatro años después de la creación del grupo, 21 miembros fueron elegidos en el gobierno local para representar al panchayat. Esta posición permite la supervisión de asuntos comunitarios, incluida la construcción de carreteras y conducciones para el agua potable. Pal Devi se postuló como candidato al Congreso varias veces. En 2007, no logró obtener un escaño como candidata independiente dentro del electorado de Naraini. Después de varios intentos fallidos adicionales a lo largo de la década siguiente, Pal Devi se presentó nuevamente en 2022 y, ante la denegación de su candidatura para las elecciones siguientes, se retiró de su candidatura al Congreso.

## Lectura adicional
- Cochrane, Kira (2012). «Banda Sisters». Women of the Revolution: Forty Years of Feminism. Guardian Books. ISBN 978-0-85265-262-6.
- Berthod, Anne (2012). Sampat Pal, Warrior in a Pink Sari: The Inside Story of the Gulabi Gang as Told to Anne Berthod. Zubaan. ISBN 978-81-89884-71-0.